# C/1988 C1 (Maury-Phinney)
C/1988 C1 Maury-Phinney est une comète non périodique  découverte le 15 février 1988 par les astronomes Alain Maury et Jeffrey L. Phinney, de nationalité française et américaine respectivement. Elle fut officiellement nommée en décembre 1988.